# Igreja Presbiteriana Coreana na América (Kosin)
A Igreja Presbiteriana Coreana na América (Kosin), também conhecida como Igreja Presbiteriana Coreana na América (Koshin) (IPCAK) (em inglês:  Korean American Presbyterian in America (Kosin)) é uma denominação presbiteriana fundada nos Estados Unidos em 1992, por missionários da Igreja Presbiteriana na Coreia (Kosin).

## História
Devido a migração de coreanos para os Estados Unidos, a Igreja Presbiteriana na Coreia (Kosin) iniciou a plantação de igrejas nos Estados Unidos em 1984. Em 1992 foi formada a Igreja Presbiteriana Coreana na América (Kosin).
Desde então, a denominação cresceu para 135 igrejas, 185 pastores ordenados, 126 presbíteros governantes e aproximadamente 10.300 membros em 8 presbitérios em 2015.

## Doutrina
A igreja subscreve a Confissão de Fé de Westminster, Catecismo Maior de Westminster e o Breve Catecismo de Westminster. Além disso, não permite a ordenação de mulheres.

## Relações intereclesiásticas
A IPCA é membro do Conselho Norte Americano Presbiteriano e Reformado.